# Andrijivski uzviz
Andrijivski uzviz (ukr. Андріївський узвіз) je strma ulica u Kijevu, Ukrajina. Ulica je umjetnička žila kucavica Kijeva. Nalazi se u Starom Kijevu (Стари́й Ки́їв, Старе́ мі́сто, Ве́рхнє мі́сто, "Stari grad", "Gornji grad"). Duga je 735 metara. Spomeničke je važnosti.
Počinje s katedralom svetog Andrija, a završava Podiljem, povijesnim trgovinskim središtem. Duž uzviza smještene su brojne galerije, a ulica je ispunjena suvenirima svih mogućih vrsta, antikvarnim predmetima, slikama, knjigama, etc.
U toj ulici galerije vode ukrajinski slikari Oleksandr Petrovič Milovzorov, Ala Maričevska i drugi.
U donjem dijelu nalazi se rodna kuća Mihaila Bulgakova sa spomenikom.